# Щенниковы
Щенниковы — опустевшая деревня в Котельничском районе Кировской области в составе Молотниковского сельского поселения.

## География
Располагается на расстоянии примерно 13 км по прямой на север от райцентра города Котельнич.

## История
Известна с 1671 году как починок Микитки Новоселова из 1 двора, в 1763 в деревне Новоселовской отмечено 14 жителей. В 1873 году здесь (деревня Новоселовская 1-я или Штенниковы) было отмечено дворов 12 и жителей 95, в 1905 16 и 116, в 1926 (хутор Щенниковы или Новоселовская 1-я)  17 и 99, в 1950 16 и 48, в 1989 уже не оставалось постоянных жителей. По состоянию на 2020 год опустела.

## Население
Постоянное население  составляло 2 человека (русские 100%) в 2002 году, 0 в 2010.